# Кутеса, Дерек
Дерек Кутеса (нем. Dereck Kutesa; 6 декабря 1997 года, Женева, Швейцария) — швейцарский футболист, полузащитник клуба «Серветт» и сборной Швейцарии.

## Клубная карьера
Является воспитанником швейцарского клуба «Серветт», в академию которого занимался до 2014 года. В сезоне 2014/2015 стал подтягиваться к тренировкам с основной командой. 3 мая 2015 года дебютировал во втором швейцарском дивизионе в поединке против «Виля», выйдя на замену на 82-й минуте вместо Бенджамина Беснарда. После сезона вместе с командой был отправлен в третью лигу руководством федерации футбола Швейцарии. В декабре 2015 года подписал контракт с «Базелем», но тут же был отдан обратно в аренду в «Серветт». Зимой 2017 года вернулся в клуб. 5 марта 2017 года дебютировал в швейцарской Суперлиге в поединке против «Вадуца», выйдя на замену на 85-й минуте вместо Давиде Калла. Всего в дебютном сезоне провёл три матча. Вместе с командой стал Чемпионом Швейцарии и обладателем Кубка.
Игрок юношеских и молодёжных сборных Швейцарии. Принимал участие в чемпионате Европы 2014 года среди юношей до 17 лет. На турнире сыграл во всех трёх встречах.

## Достижения
- Чемпион Швейцарии: 2016/17
- Обладатель Кубка Швейцарии: 2017